# Trophée des Grimpeurs 1998
Il Trophée des Grimpeurs 1998, settantaduesima edizione della corsa e valida come evento del circuito UCI categoria 1.3, si svolse il 3 maggio 1998 su un percorso di 132,3 km. Fu vinto dal francese Pascal Hervé che terminò la gara in 3h14'03", alla media di 40,9 km/h.
Partenza con 73 ciclisti, dei quali 29 portarono a termine la gara.

## Ordine d'arrivo (Top 10)
| Pos. | Corridore            | Squadra         | Tempo    |
| ---- | -------------------- | --------------- | -------- |
| 1    | Pascal Hervé         | Festina-Lotus   | 3h14'03" |
| 2    | Laurent Desbiens     | Cofidis         | a 20"    |
| 3    | Christophe Agnolutto | Casino-Ag2r     | a 2'00"  |
| 4    | Patrice Halgand      | Festina-Lotus   | s.t.     |
| 5    | Anthony Morin        | Franç. des Jeux | s.t.     |
| 6    | Arnaud Prétot        | GAN             | s.t.     |
| 7    | David Delrieu        | Mutuelle        | s.t.     |
| 8    | Jean-Cyril Robin     | US Postal       | a 5'39"  |
| 9    | Laurent Genty        | BigMat          | s.t.     |
| 10   | Nicolas Jalabert     | Cofidis         | s.t.     |